# دانشگاه لاوال
دانشگاه لاوال (به فرانسوی: Université Laval) یک دانشگاه تحقیقاتی دولتی در شهر کبک واقع در استان کبک کانادا است که در سال ۱۸۵۲ میلادی تأسیس شده‌است.

## رنکینگ
در رتبه بندی دانشگاه ی جهان QS در سال ۲۰۲۰ دانشگاه لاوال در رتبه ۴۲۰ دنیا و پانزدهم کانادا قرار گرفته است. همچنین بر اساس رتبه بندی موسسه تایمز در سال ۲۰۲۰ این دانشگاه در رتبه ۳۰۰-۲۵۱ دانشگاه‌های جهان قرار دارد.

## نگارخانه

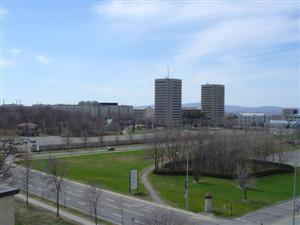
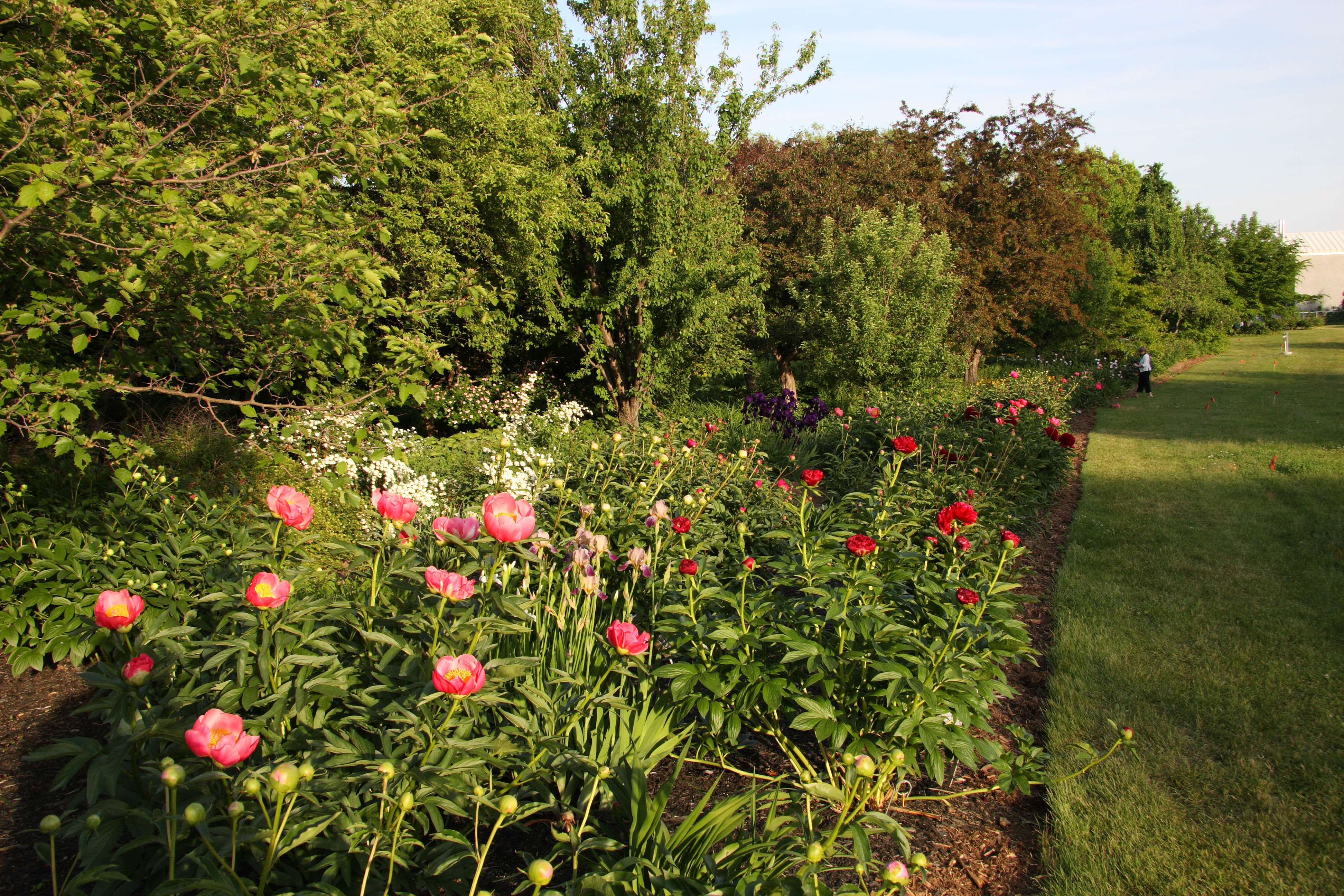
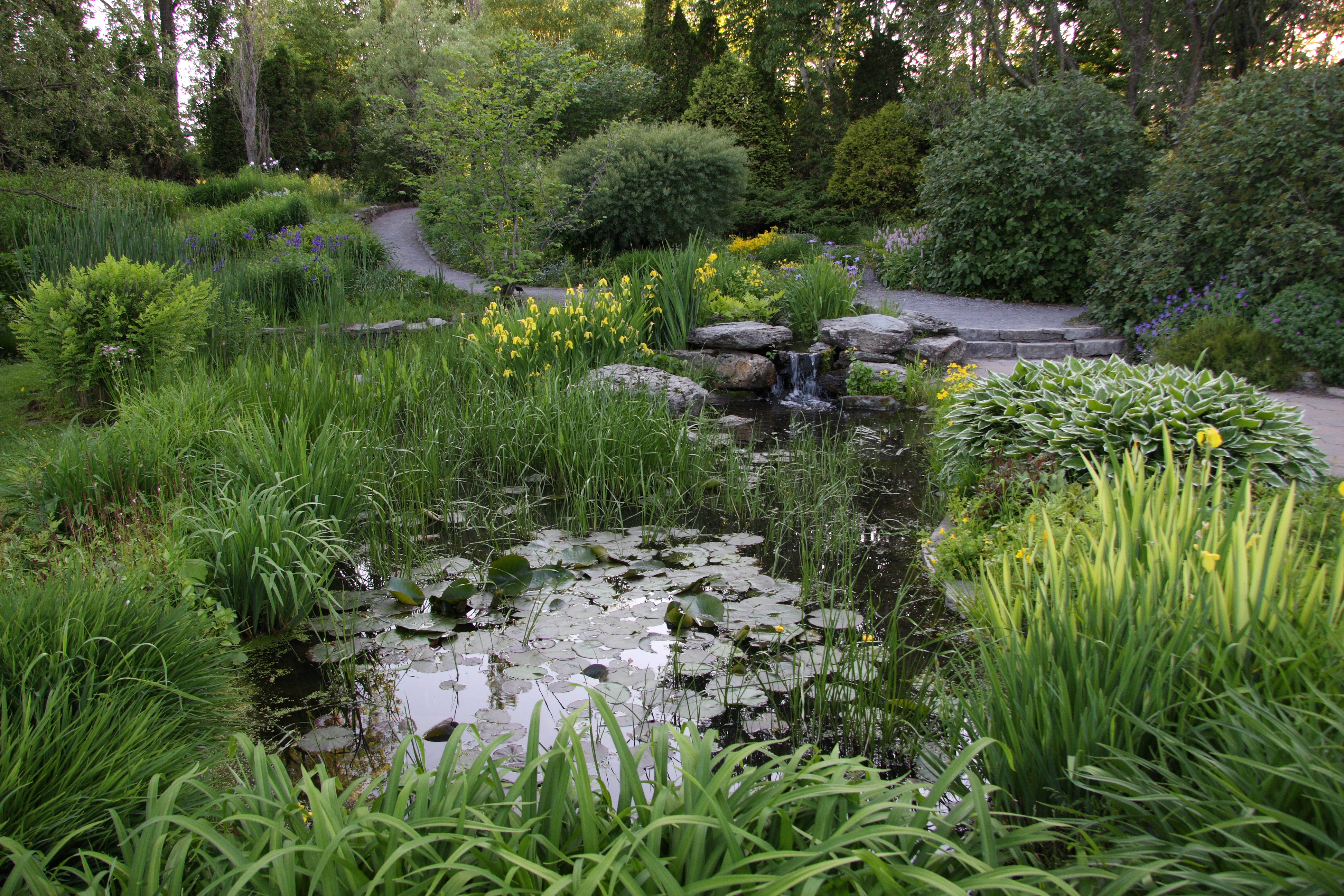
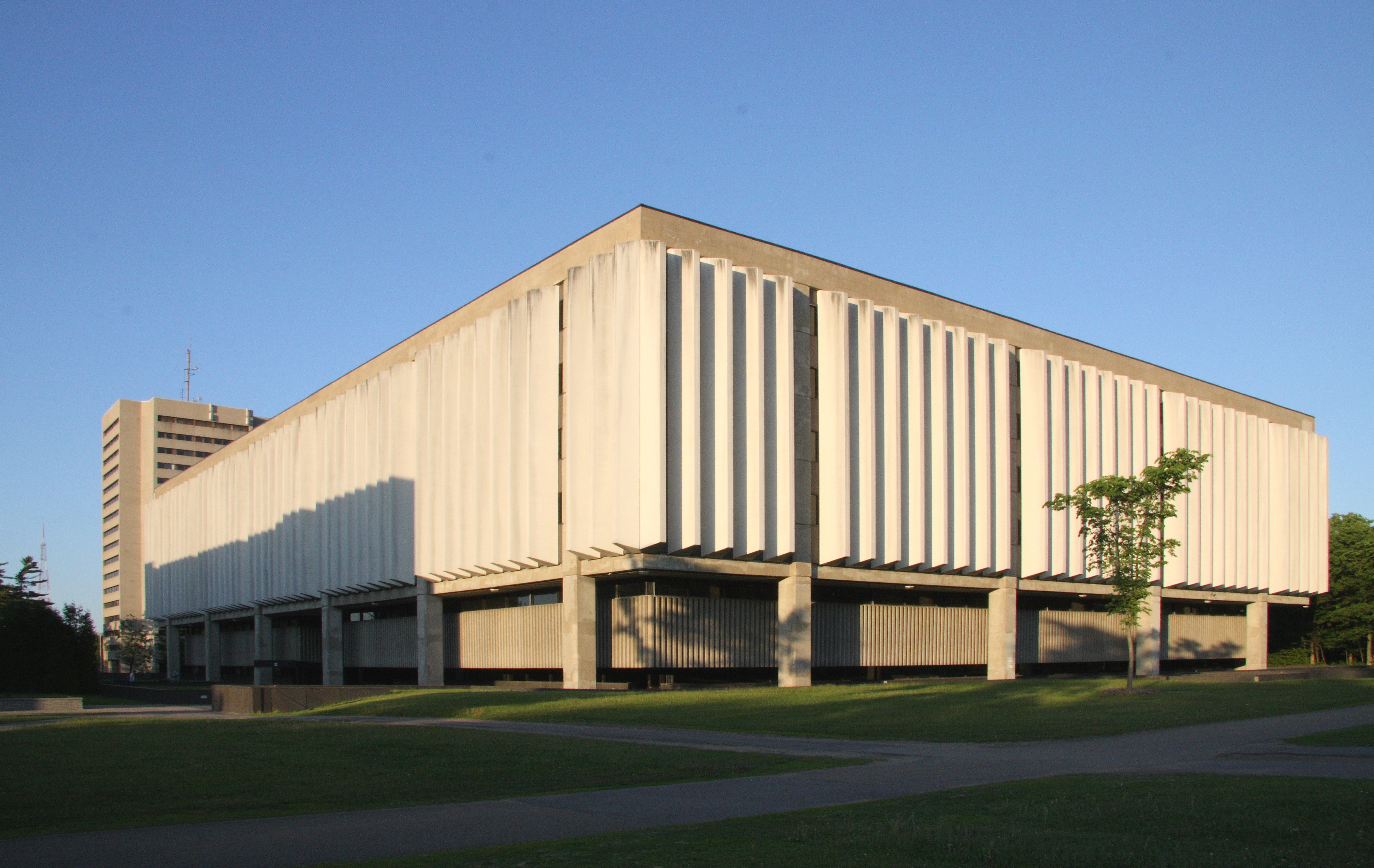
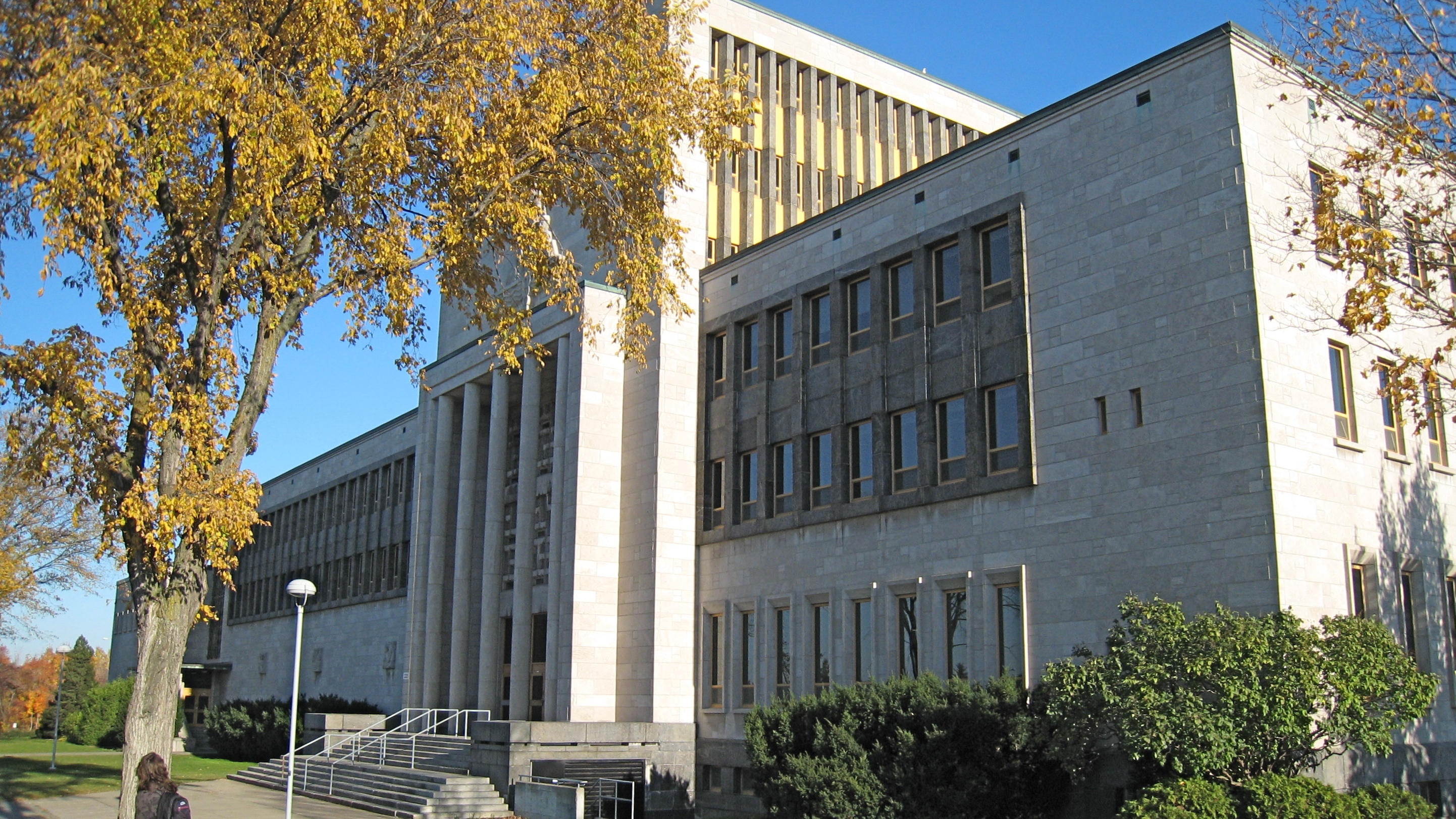
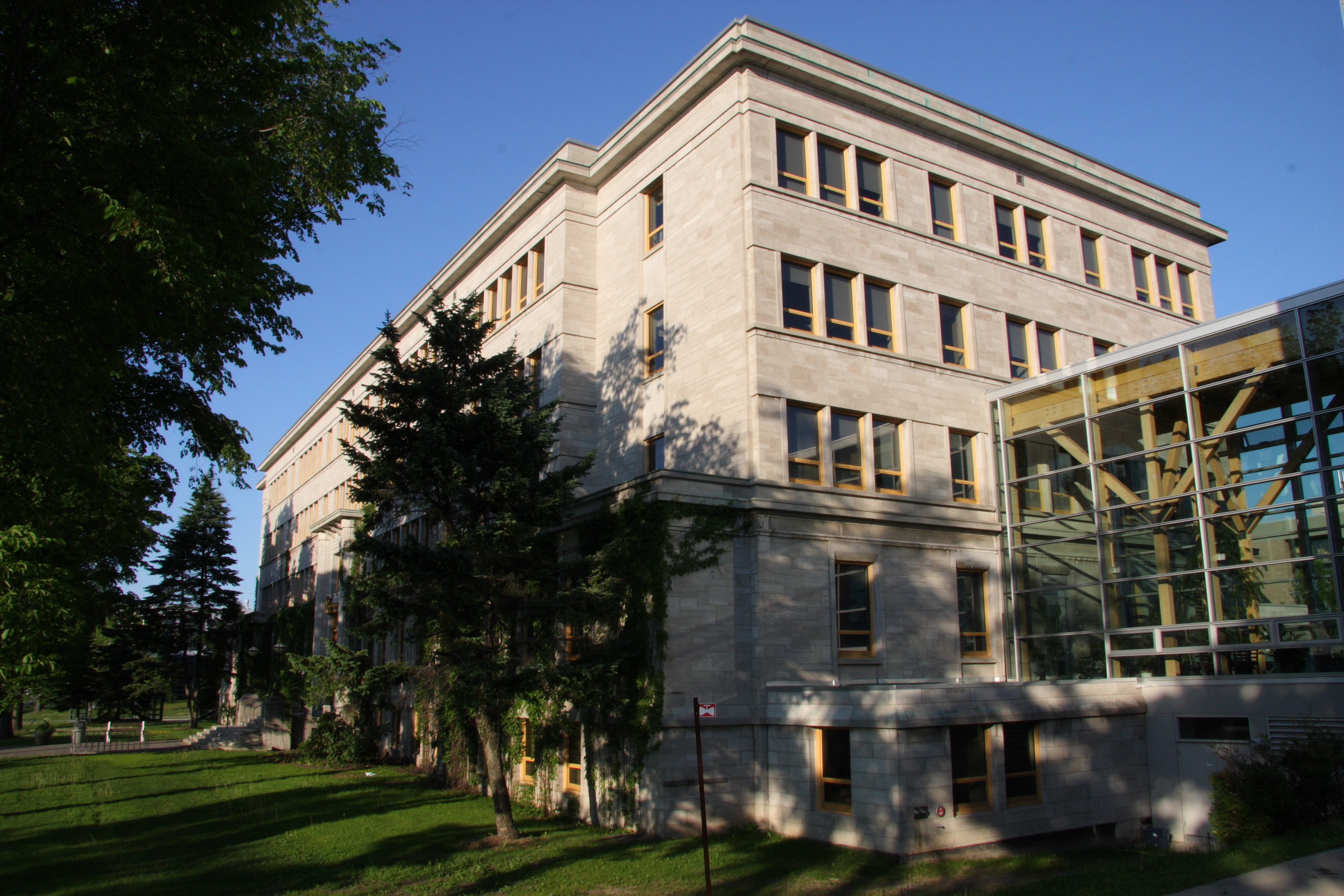
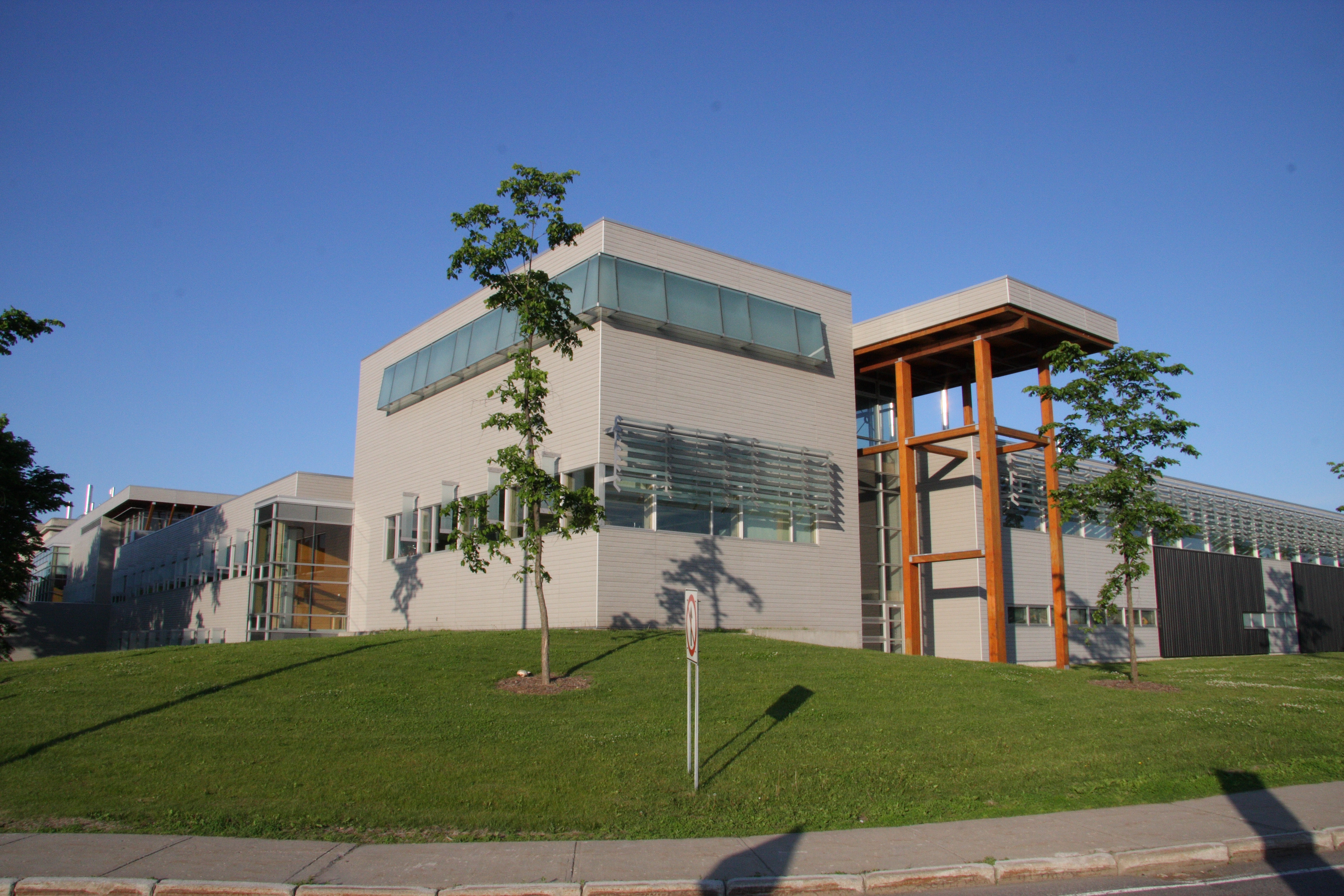

## دانشکده‌های دانشگاه لاوال
- دانشکده پزشکی
- دانشکده دندانپزشکی
- دانشکده فلسفه
- دانشکده موسیقی
- دانشکده حقوق
- دانشکده جغرافیا
- دانشکده داروسازی
- دانشکده علوم و مهندسی
- دانشکده پرستاری
- دانشکده کشاورزی